# Кондаковское плоскогорье
Кондако́вское плоского́рье (якут. Кондаков хаптал хайата) — горный массив в Аллаиховском улусе Якутии, в правобережье нижнего течения Индигирки, с северо-запада примыкает к кряжу Улахан-Сис. Его длина около 200 км, ширина 150 км.

## География
Плоскогорье ограничено Янско-Индигирской низменностью на западе и дельтой Индигирки на севере. На юге долина реки Большая Эрча отделяет плоскогорье от хребта Улахан-Сис, а на востоке река Шандрин — от Колымской низменности.
Наивысшая точка Кондаковского нагорья — гора Пунга-Хая высотой 498 м в западной части. Абсолютная высота вершин в пределах горного массива небольшая, средняя высота составляет от 150 до 300 метров, высоты постепенно уменьшаются к востоку. В пределах Кондаковского плоскогорья выделяются кряж Бонга-Тага на севере и горы Мохолукан на юге. 
На плоскогорье берут начало несколько рек: Керемесит, Шандрин, Малая Эрча, Охотыння и другие.  Поверхность в значительной степени расчленена речными долинами и покрыта горно-тундровой растительностью; в долинах на юге — лиственничная лесотундра.

## Геология
Геологически плато сложено песчаниками, алевролитами и сланцами верхней юры. Андезиты и базальты присутствуют в некоторых обнаженных частях коры, где также встречается местный подвид агата с параллельно-слоистым рисунком. 

## Палеонтология
В 1974 году у подножия крутого склона в восточной части полплоскогорья геологом Б.С. Русановым из Якутского института геологии была обнаружена полная туша Шандринского мамонта.